# Salto de Bordones
Le Salto de Bordones est une chute d'eau sur le Río Bordones dans le parc national naturel de Puracé, en Colombie.
Cette chute d'eau est située à la limite entre les  municipalités d'Isnos, Saladoblanco et Pitalito, dans le département de Huila.